# Nadja Scaruffi
Nadja Scaruffi (* 1974) ist eine ehemalige Schweizer Skilangläuferin.

## Werdegang
Scaruffi, die für den SC Davos startete, trat erstmals in der Saison 1991/92 in Erscheinung. Dabei holte sie bei den Schweizer Meisterschaften 1992 Silber mit der Staffel. Im folgenden Jahr wurde sie bei den Schweizer Meisterschaften Neunte über 5 km klassisch, Siebte in der Verfolgung und Vierte über 15 km klassisch. In der Saison 1993/94 kam sie bei den Nordischen Junioren-Skiweltmeisterschaften in Breitenwang auf den 33. Platz über 5 km klassisch und holte in Kandersteg über 5 km klassisch ihren einzigen Sieg im Continental Cup. Bei den Schweizer Meisterschaften 1994 errang sie den neunten Platz über 5 km klassisch und den vierten Platz über 30 km Freistil. Nach drei Top-Zehn-Platzierungen und Rang zwei mit der Staffel bei den Schweizer Meisterschaften 1995 wurde sie für die nordischen Skiweltmeisterschaften 1995 in Thunder Bay nominiert. Dort lief sie auf den 43. Platz über 15 km klassisch und zusammen mit Sylvia Honegger, Andrea Huber und Brigitte Albrecht auf den siebten Rang in der Staffel. Im Februar 1995 erreichte sie in Oslo mit dem 38. Platz über 30 km klassisch ihre beste Einzelplatzierung im Weltcup. Bei den Schweizer Meisterschaften 1997 gewann sie mit Silber über 30 km klassisch ihre einzige Medaille im Einzel bei diesen Meisterschaften. In den Jahren 1998 und 1999 holte sie bei den Schweizer Meisterschaften jeweils Bronze und 2000 Silber mit der Staffel.

## Siege bei Continental-Cup-Rennen
| Nr. | Datum            | Ort        | Disziplin      | Serie           |
| --- | ---------------- | ---------- | -------------- | --------------- |
| 1.  | 10. Februar 1994 | Kandersteg | 5 km klassisch | Continental-Cup |